# LM hash
LM hash, ou LAN Manager hash est un des formats développés par Microsoft pour stocker les mots de passe utilisateur qui ont moins de quinze caractères dans LAN Manager et Windows.
Ce type de hash est l'unique type de chiffrement utilisé dans LAN Manager et les versions du système d'exploitation Windows jusqu'à Windows Millenium. Il est aussi supporté dans les versions de Windows plus récentes pour permettre une compatibilité descendante. 

## Fonctionnement
Le principe de fonctionnement est le suivant : 
- Le mot de passe est séparé en deux éléments de 7 caractères.
- Si le mot de passe a une longueur inférieure à 14 caractères il est complété par des caractères nuls.
- Le hash de chaque morceau est calculé séparément.
- Les deux hashs concaténés forment le hash LM.

Par ailleurs, le format LM ne gère pas la casse.

## Sécurité
Le niveau de sécurité offert par le format LM est aujourd'hui considéré comme étant très bas : de nombreuses techniques permettent de cracker les hashs LM assez rapidement. Les plus courantes sont basées sur l'utilisation de tables arc-en-ciel ou encore sur des attaques par force brute.
Sur les dernières versions de Windows (XP, 2003, Vista, 2008 et 7), il est recommandé d'utiliser le format NT Lan Manager, plus performant que le format LM du point de vue de la sécurité. Depuis la version Windows Vista le NT hash est le système de hash proposé par défaut pour l’authentification locale sous Windows.